# Borgognotta (elmo)

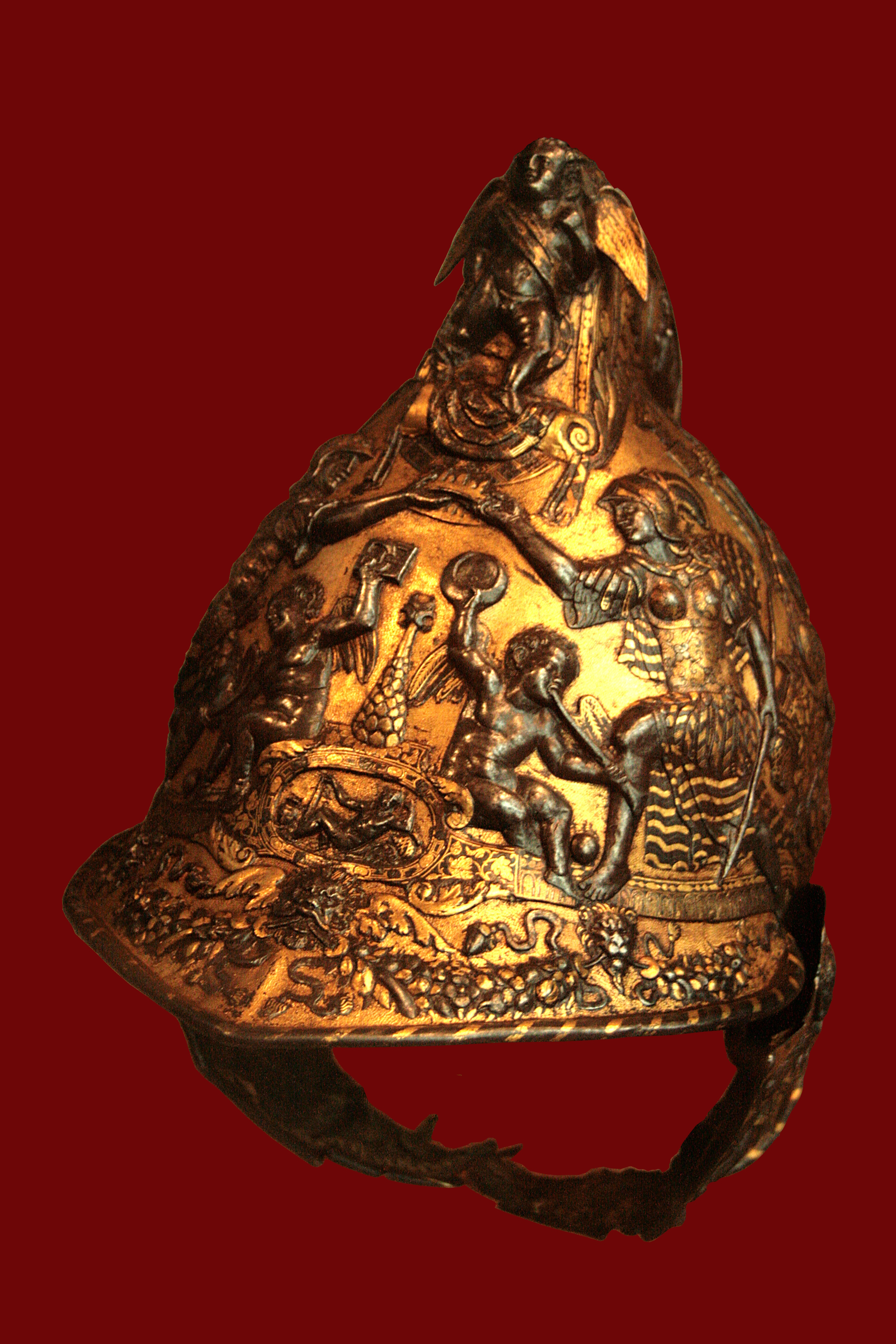
Borgognotta di Enrico II di Francia, Museo dell'Esercito (Paris).

La borgognotta è un tipo di elmo, originario della Borgogna, che lascia scoperto il viso, caratterizzato da coppo crestato (più o meno pronunciato, a seconda dei modelli), tesa, gronda e guanciali incernierati.

Venne usata principalmente nelle armature da cavallo, specialmente da parata: difatti le borgognotte presentano quasi sempre diffuse e delicate decorazioni (a cesello o a bassorilievo a tutto tondo) dal significato apotropaico o celebrativo.
Fra le numerose varianti, realizzate a partire dagli inizi del Cinquecento fino agli anni settanta del secolo medesimo, si segnalano: 
- borgognotta "chiusa", con i guanciali che si chiudono sul mento;
- borgognotta "leggera", con gronda a lame articolata dalla nuca in giù; e
- borgognotta "da zappatore", di forma compatta, usata negli assedi delle fortezze nel XVII e XVIII secolo.

Fra le collezioni museali, vanno segnalati i pezzi conservati presso l'Armeria Reale di Torino e il Kunsthistorisches Museum di Vienna.